# Wimbledon-mesterskabet i damedouble 2017
Wimbledon-mesterskabet i damedouble 2017 var den 95. turnering om Wimbledon-mesterskabet i damedouble. Turneringen var en del af Wimbledon-mesterskaberne 2017, og hovedturneringen med deltagelse af 64 par blev spillet i perioden 5. - 15. juli 2017 i All England Lawn Tennis and Croquet Club i London, Storbritannien, mens kvalifikationen blev afviklet i Bank of England Sports Club i Roehampton i ugen inden hovedturneringen.
Mesterskabet blev vundet af Jekaterina Makarova og Jelena Vesnina, som i finalen besejrede Chan Hao-Ching og Monica Niculescu med de bemærkelsesværdige cifre 6-0, 6-0. Det var første gang siden 1953, at en Wimbledon-finale i damedouble endte med det resultat, og kampen var afgjort på blot 55 minutter. De olympiske mestre fra Rusland vandt dermed deres første Wimbledon-titel og deres tredje grand slam-titel i karrieren, idet de tidligere havde vundet French Open i 2013 og US Open i 2014, og det var første gang siden Sovjetunionens opløsning, at et russisk par triumferede i Wimbledon-mesterskabet i damedouble. For begge spillere var sejren endvidere deres fjerde grand slam-titel i karrieren, idet de begge også tidligere havde vundet en grand slam-titel i mixed double.
Serena Williams og Venus Williams var forsvarende mestre men stillede ikke op, fordi Serena Williams var gravid.
Bethanie Mattek-Sands og Lucie Šafářová havde vundet de tre foregående grand slam-titler i damedouble og havde altså muligheden for at sætte sig på alle fire titler ved også at vinde Wimbledon-mesterskabet, men parret blev tvunget til at melde afbud til deres kamp i anden runde, efter at Mattek-Sands pådrog sig en slem knæskade i sin anden runde-kamp i damesingleturneringen.

## Pengepræmier og ranglistepoint
Den samlede præmiesum til spillerne i damedouble androg £ 1.820.000 (ekskl. per diem), hvilket var en stigning på knap 15 % i forhold til året før.
| Resultat               | Pengepræmier | Pengepræmier | Ændring ift. 2016 | WTA-point |
| Resultat               | Pr. par      | Total        | Ændring ift. 2016 | WTA-point |
| ---------------------- | ------------ | ------------ | ----------------- | --------- |
| Vindere (1)            | £ 400.000    | £ 400.000    | +14,3 %           | 2.000     |
| Finalister (1)         | £ 200.000    | £ 200.000    | +14,3 %           | 1.300     |
| Semifinalister (2)     | £ 100.000    | £ 200.000    | +13,6 %           | 780       |
| Kvartfinalister (4)    | £ 50.000     | £ 200.000    | +13,6 %           | 430       |
| Tabere i 3. runde (8)  | £ 26.500     | £ 212.000    | +14,0 %           | 240       |
| Tabere i 2. runde (16) | £ 16.500     | £ 264.000    | +15,8 %           | 130       |
| Tabere i 1. runde (32) | £ 10.750     | £ 344.000    | +16,2 %           | 10        |
| Samlet præmiesum       | -            | £ 1.820.000  | +14,7 %           | -         |

## Hovedturnering

### Deltagere
Hovedturneringen havde deltagelse af 64 par, der var fordelt på:
- 57 direkte kvalificerede par i form af deres ranglisteplacering.
- 3 par, der havde modtaget et wildcard (markeret med WC).
- 4 par, der gik videre fra kvalifikationen (markeret med Q).

Tre af de direkte kvalificerede par meldte efter kvalifikationens start afbud til hovedturneringen, og de blev derfor erstattet af tre lucky loser-par fra kvalifikationen (markeret med LL).

#### Seedede spillere
De 16 bedst placerede af deltagerne på WTA's verdensrangliste pr. 26. juni 2017 blev seedet:
| Seedning | Rang. | Spillere                                   | Resultat     |
| -------- | ----- | ------------------------------------------ | ------------ |
| 1        | 3     | Bethanie Mattek-Sands Lucie Šafářová       | Anden runde  |
| 2        | 8     | Jekaterina Makarova Jelena Vesnina         | Mestre       |
| 3        | 9     | Chan Yung-Jan Martina Hingis               | Kvartfinale  |
| 4        | 19    | Tímea Babos Andrea Hlaváčková              | Tredje runde |
| 5        | 31    | Lucie Hradecká Kateřina Siniaková          | Tredje runde |
| 6        | 40    | Abigail Spears Katarina Srebotnik          | Første runde |
| 7        | 41    | Julia Görges Barbora Strýcová              | Tredje runde |
| 8        | 41    | Ashleigh Barty Casey Dellacqua             | Kvartfinale  |
| 9        | 44    | Chan Hao-Ching Monica Niculescu            | Finale       |
| 10       | 47    | Gabriela Dabrowski Xu Yifan                | Første runde |
| 11       | 49    | Raquel Atawo Jeļena Ostapenko              | Første runde |
| 12       | 56    | Anna-Lena Grönefeld Květa Peschke          | Semifinale   |
| 13       | 57    | Kirsten Flipkens Sania Mirza               | Tredje runde |
| 14       | 61    | Kiki Bertens Johanna Larsson               | Første runde |
| 15       | 63    | Andreja Klepač María José Martínez Sánchez | Tredje runde |
| 16       | 77    | Eri Hozumi Miyu Kato                       | Første runde |

#### Wildcards
Tre par modtog et wildcard til hovedturneringen.
| Spillere                 | Resultat     |
| ------------------------ | ------------ |
| Katie Boulter Katie Swan | Første runde |
| Harriet Dart Katy Dunne  | Første runde |
| Jocelyn Rae Laura Robson | Anden runde  |

#### Kvalifikanter
Fire par gik videre fra kvalifikationen til hovedturneringen.
| Spillere                               | Resultat     |
| -------------------------------------- | ------------ |
| Natela Dzalamidze Veronika Kudermetova | Anden runde  |
| Paula Kania Nina Stojanović            | Første runde |
| Monique Adamczak Storm Sanders         | Anden runde  |
| İpek Soylu Varatchaya Wongteanchai     | Anden runde  |

På grund af afbud til hovedturneringen fra tre af de direkte kvalificerede par, opnåede yderligere tre par fra kvalifikationen adgang til hovedturneringen som lucky losers.
| Spillere                          | Resultat     |
| --------------------------------- | ------------ |
| Lesley Kerkhove Lidzija Marozava  | Anden runde  |
| Jessica Moore Akiko Omae          | Første runde |
| Ashley Weinhold Caitlin Whoriskey | Første runde |

### Resultater

#### Kvartfinaler, semifinaler og finale
| Catherine Bellis    |
| Markéta Vondroušová |

| Chan Hao-Ching   |
| Monica Niculescu |

| Chan Hao-Ching   |
| Monica Niculescu |

| Svetlana Kuznetsova |
| Kristina Mladenovic |

| Makoto Ninomiya |
| Renata Voráčová |

| Makoto Ninomiya |
| Renata Voráčová |

| Chan Hao-Ching   |
| Monica Niculescu |

| Anna-Lena Grönefeld |
| Květa Peschke       |

| Jekaterina Makarova |
| Jelena Vesnina      |

| Chan Yung-Jan  |
| Martina Hingis |

| Anna-Lena Grönefeld |
| Květa Peschke       |

| Ashleigh Barty  |
| Casey Dellacqua |

| Jekaterina Makarova |
| Jelena Vesnina      |

| Jekaterina Makarova |
| Jelena Vesnina      |

#### Første, anden og tredje runde
| Bethanie Mattek-Sands |
| Lucie Šafářová        |

| Jennifer Brady |
| Alison Riske   |

| Bethanie Mattek-Sands |
| Lucie Šafářová        |

| Ljudmyla Kitjenok |
| Lesja Tsurenko    |

| Ljudmyla Kitjenok |
| Lesja Tsurenko    |

| Darija Jurak |
| Wang Qiang   |

| Ljudmyla Kitjenok |
| Lesja Tsurenko    |

| Catherine Bellis    |
| Markéta Vondroušová |

| Catherine Bellis    |
| Markéta Vondroušová |

| Jessica Moore |
| Akiko Omae    |

| Catherine Bellis    |
| Markéta Vondroušová |

| Kateryna Bondarenko |
| Aleksandra Krunić   |

| Kateryna Bondarenko |
| Aleksandra Krunić   |

| Kiki Bertens    |
| Johanna Larsson |

| Chan Hao-Ching   |
| Monica Niculescu |

| Verónica Cepede Royg |
| Raluca Olaru         |

| Chan Hao-Ching   |
| Monica Niculescu |

| İpek Soylu      |
| V. Wongteanchai |

| İpek Soylu      |
| V. Wongteanchai |

| Mandy Minella        |
| Anastasija Sevastova |

| Chan Hao-Ching   |
| Monica Niculescu |

| Paula Kania     |
| Nina Stojanović |

| Beatriz Haddad Maia |
| Ana Konjuh          |

| Lara Arruabarrena      |
| Arantxa Parra Santonja |

| Lara Arruabarrena      |
| Arantxa Parra Santonja |

| Beatriz Haddad Maia |
| Ana Konjuh          |

| Beatriz Haddad Maia |
| Ana Konjuh          |

| Abigail Spears     |
| Katarina Srebotnik |

| Tímea Babos       |
| Andrea Hlaváčková |

| Katie Boulter |
| Katie Swan    |

| Tímea Babos       |
| Andrea Hlaváčková |

| Alla Kudrjavtseva |
| Aleksandra Panova |

| Lesley Kerkhove  |
| Lidzija Marozava |

| Lesley Kerkhove  |
| Lidzija Marozava |

| Tímea Babos       |
| Andrea Hlaváčková |

| Svetlana Kuznetsova |
| Kristina Mladenovic |

| Svetlana Kuznetsova |
| Kristina Mladenovic |

| Nicole Melichar |
| Anna Smith      |

| Svetlana Kuznetsova |
| Kristina Mladenovic |

| Monique Adamczak |
| Storm Sanders    |

| Monique Adamczak |
| Storm Sanders    |

| Eri Hozumi |
| Miyu Kato  |

| Raquel Atawo     |
| Jeļena Ostapenko |

| Jocelyn Rae  |
| Laura Robson |

| Jocelyn Rae  |
| Laura Robson |

| Makoto Ninomiya |
| Renata Voráčová |

| Makoto Ninomiya |
| Renata Voráčová |

| Julia Boserup    |
| Christina McHale |

| Makoto Ninomiya |
| Renata Voráčová |

| Nao Hibino      |
| Alicja Rosolska |

| Lucie Hradecká     |
| Kateřina Siniaková |

| Mirjana Lučić-Baroni |
| Andrea Petkovic      |

| Mirjana Lučić-Baroni |
| Andrea Petkovic      |

| Asia Muhammad   |
| Taylor Townsend |

| Lucie Hradecká     |
| Kateřina Siniaková |

| Lucie Hradecká     |
| Kateřina Siniaková |

| Julia Görges     |
| Barbora Strýcová |

| Hsieh Su-Wei       |
| Barbora Krejčíková |

| Julia Görges     |
| Barbora Strýcová |

| Shuko Aoyama  |
| Yang Zhaoxuan |

| Shuko Aoyama  |
| Yang Zhaoxuan |

| Jevgenija Rodina       |
| Natalija Vikhljantseva |

| Julia Görges     |
| Barbora Strýcová |

| Chang Kai-Chen  |
| Sloane Stephens |

| Anna-Lena Grönefeld |
| Květa Peschke       |

| Duan Yingying |
| Liang Chen    |

| Chang Kai-Chen  |
| Sloane Stephens |

| Viktorija Golubic |
| Kristýna Plíšková |

| Anna-Lena Grönefeld |
| Květa Peschke       |

| Anna-Lena Grönefeld |
| Květa Peschke       |

| Kirsten Flipkens |
| Sania Mirza      |

| Naomi Osaka |
| Zhang Shuai |

| Kirsten Flipkens |
| Sania Mirza      |

| Harriet Dart |
| Katy Dunne   |

| Naomi Broady   |
| Heather Watson |

| Naomi Broady   |
| Heather Watson |

| Kirsten Flipkens |
| Sania Mirza      |

| Natela Dzalamidze    |
| Veronika Kudermetova |

| Chan Yung-Jan  |
| Martina Hingis |

| Lauren Davis |
| Han Xinyun   |

| Natela Dzalamidze    |
| Veronika Kudermetova |

| Alizé Cornet |
| Xenia Knoll  |

| Chan Yung-Jan  |
| Martina Hingis |

| Chan Yung-Jan  |
| Martina Hingis |

| Ashleigh Barty  |
| Casey Dellacqua |

| Jelena Janković |
| Coco Vandeweghe |

| Ashleigh Barty  |
| Casey Dellacqua |

| Chuang Chia-Jung |
| Misaki Doi       |

| Chuang Chia-Jung |
| Misaki Doi       |

| Oksana Kalasjnikova |
| Francesca Schiavone |

| Ashleigh Barty  |
| Casey Dellacqua |

| Nadiia Kitjenok |
| Olga Savtjuk    |

| Elise Mertens |
| Demi Schuurs  |

| Magda Linette |
| Maria Sanchez |

| Nadiia Kitjenok |
| Olga Savtjuk    |

| Elise Mertens |
| Demi Schuurs  |

| Elise Mertens |
| Demi Schuurs  |

| Gabriela Dabrowski |
| Xu Yifan           |

| Andreja Klepač        |
| M.J. Martínez Sánchez |

| Anastasia Rodionova |
| Arina Rodionova     |

| Andreja Klepač        |
| M.J. Martínez Sánchez |

| Mona Barthel    |
| Anett Kontaveit |

| Mona Barthel    |
| Anett Kontaveit |

| Shelby Rogers |
| Donna Vekić   |

| Andreja Klepač        |
| M.J. Martínez Sánchez |

| Océane Dodin  |
| Tatjana Maria |

| Jekaterina Makarova |
| Jelena Vesnina      |

| Ashleigh Weinhold |
| Caitlin Whoriskey |

| Océane Dodin  |
| Tatjana Maria |

| Varvara Lepchenko |
| Carina Witthöft   |

| Jekaterina Makarova |
| Jelena Vesnina      |

| Jekaterina Makarova |
| Jelena Vesnina      |

## Kvalifikation
Kvalifikationsturneringen blev spillet i Bank of England Sports Ground i Roehampton i perioden 26. - 29. juni 2017 med deltagelse af 16 par, der spillede om fire ledige pladser i hovedturneringen. To af de 16 par deltog i kvalifikationen på grundlag af et wildcard.
De fire par, der kvalificerede sig til hovedturneringen, var samtidig de fire højst seedede par.
1. Natela Dzalamidze /  Veronika Kudermetova
2. Paula Kania /  Nina Stojanović
3. Monique Adamczak /  Storm Sanders
4. İpek Soylu /  Varatchaya Wongteanchai

På grund af afbud fra tre af de direkte kvalificerede par til hovedturneringen, opnåede følgende par adgang til hovedturneringen som lucky losers.
1. Lesley Kerkhove /  Lidzija Marozava
2. Jessica Moore /  Akiko Amae
3. Ashley Weinhold /  Caitlin Whoriskey

### Resultater
| Natela Dzalamidze    |
| Veronika Kudermetova |

| Irina Khromatjeva |
| Maryna Zanevska   |

| Natela Dzalamidze    |
| Veronika Kudermetova |

| Lina Gjortjeska |
| Polina Monova   |

| Ashleigh Weinhold |
| Caitlin Whoriskey |

| Ashleigh Weinhold |
| Caitlin Whoriskey |

| Paula Kania     |
| Nina Stojanović |

| Tara Moore   |
| Conny Perrin |

| Paula Kania     |
| Nina Stojanović |

| Liu Fangzhou |
| Zhu Lin      |

| Nicola Geuer     |
| Dalila Jakupović |

| Nicola Geuer     |
| Dalila Jakupović |

| Monique Adamczak |
| Storm Sanders    |

| Freya Christie   |
| Gabriella Taylor |

| Monique Adamczak |
| Storm Sanders    |

| Jana Čepelová         |
| Aljaksandra Sasnovitj |

| Jessica Moore |
| Akiko Omae    |

| Jessica Moore |
| Akiko Omae    |

| İpek Soylu      |
| V. Wongteanchai |

| Denisa Allertová |
| Kristína Kučová  |

| İpek Soylu      |
| V. Wongteanchai |

| Kristie Ahn     |
| Madison Brengle |

| Lesley Kerkhove  |
| Lidzija Marozava |

| Lesley Kerkhove  |
| Lidzija Marozava |